# Riff Raff (2024)
Riff Raff is een Amerikaanse komische misdaadfilm uit 2024 geregisseerd door Dito Montiel. De film ging op 9 september 2024 in première tijdens het Internationaal filmfestival van Toronto.

## Verhaal
De film volgt de eenmalige crimineel Vincent, die sinds hij smoorverliefd is op Sandy het juiste pad is gaan volgen. Bijna twintig jaar later wil het stel samen met hun zoon DJ een rustig eindejaar vieren in hun landhuis. Deze plannen dreigen echter in het water te vallen wanneer Vincent zijn andere zoon, Rocco, onverwachts opduikt met zijn zwangere vriendin Marina en Vincent zijn eerste vrouw Ruth. Daarnaast brengt hij een duistere verrassing met zich mee. Bovendien klopt een oud maffialid ook nog aan om wraak te nemen.

## Rolverdeling
| acteur                 | personage        |
| ---------------------- | ---------------- |
| Ed Harris              | Vincent          |
| Gabrielle Union        | Sandy            |
| Jennifer Coolidge      | Ruth             |
| Miles J. Harvey        | DJ               |
| Lewis Pullman          | Rocco            |
| Emanuela Postacchini   | Marina           |
| Bill Murray            | Hannigan         |
| Pete Davidson          | Lonnie           |
| Michael Angelo Covino  | Johnnie          |
| Scott Michael Campbell | 'Old Mainer'     |
| Roger Geunveur Smith   | vader van Sandy  |
| Lucinda Carr           | moeder van Sandy |
| Brooke Dillman         | Janet            |
| P.J. Byrne             | Garrison         |

## Achtergrond
De film werd geregisseerd door Dito Montiel en geproduceerd door Noah Rothman, Sarah Gabriel, Marc Goldberg en Adam Paulsen. Het scenario van de film werd geschreven door John Pollono. De opnames van de film gingen in november 2023 van start in New Jersey, Verenigde Staten. Hoofdrollen in de film waren weggelegd voor onder anderen Ed Harris, Gabrielle Union, Jennifer Coolidge, Lewis Pullman en Bill Murray.

## Release en ontvangst
Riff Raff ging op 9 september 2024 in première tijdens het Internationaal filmfestival van Toronto. Vijf maanden later, op 16 februari 2025, werd de film door distributeurs Roadside Attractions en Grindstone Entertainment Group in de Verenigde Staten in de bioscoop uitgebracht. De film werd door recensenten in het algemeen gemengd ontvangen. Op Rotten Tomatoes heeft de film een score van 57% op basis van 60 beoordelingen. Metacritic komt op een score van 47/100, gebaseerd op 14 beoordelingen.